# Sebastes fasciatus
Sebastes fasciatus is een  straalvinnige vissensoort uit de familie van schorpioenvissen (Sebastidae). De wetenschappelijke naam van de soort is voor het eerst geldig gepubliceerd in 1854 door Storer.
De soort staat op de Rode Lijst van de IUCN als Bedreigd, beoordelingsjaar 1996.